# سقوط برای چالش
سقوط برای چالش (انگلیسی: Falling for Challenge؛‏ کره‌ای: 도전에 반하다) یک مجموعه تلویزیونی محصول کره جنوبی سال ۲۰۱۵ ساخته شده توسط سامسونگ است. در این مجموعه شیومین و کیم سو اون ایفای نقش کردند. سقوط برای چالش به پربیننده‌ترین مجموعه اینترنتی سال ۲۰۱۵ کره جنوبی با ۲۱٬۱۲۴٬۹۶۵ بازدید تبدیل شد و یکی از پربیننده‌ترین مجموعه‌های اینترنتی تاکنون با بیش از ۲۴ میلیون بازدید است.

## بازیگران
- شیومین در نقش نا دو جون
- کیم سو اون در نقش بان ها نا
- جانگ هی ریونگ در نقش کی یو وون
- جانگ یو سانگ در نقش نام گونگ ده
- پارک این هوان در نقش پدربزرگ صاحبخانه (قسمت ۶)

## جوایز و نامزدی‌ها
| سال  | مراسم جوایز                    | دسته                       | گیرنده | نتیجه |
| ---- | ------------------------------ | -------------------------- | ------ | ----- |
| ۲۰۱۵ | چهارمین جوایز ستارگان ای‌پی‌ای‌ان | جایزه برای اس‌ان‌اس وب دراما | شیومین | برنده |